# Google Duo
Google Duo byla bezplatná aplikace pro Android, IOS a webový prohlížeč. Její hlavní funkcí byly audiohovory a videohovory přes internet skrze Voice over Internet Protocol. K využití Dua bylo nutné mít buď telefonní číslo nebo Google účet. Aplikace byla představena na vývojářské konferenci Google I/O v srpnu 2016 a v roce 2022 byla integrována do služby Google Meet. 
Sloučení služeb Google Duo a Google Meet, která se do té doby zaměřovala na firemní skupinové hovory, znamenalo, že právě Google Duo obdrželo mnoho funkcí z Meetu, včetně možnosti plánování schůzek, virtuálních pozadí a chatování během hovoru. První zmínky o možném sloučení těchto dvou služeb se objevily již začátkem roku 2020, na konci roku 2021 tuto informaci Google zamítl, avšak na konci roku 2022 pak Google oficiálně přejmenoval aplikaci Duo na Google Meet, čímž uživatelům poskytl jednotné řešení pro všechny videohovory a schůzky, a to bez potřeby další aplikace. 

## Technologie
Google Duo zahrnovalo automatické optimalizování kvality přenosu videa v závislosti na rychlosti připojení. Pokud bylo vaše připojení dostatečně rychlé a zařízení kompatibilní, mohla se kvalita přenosu videa dostat až na 1080p. 
Hovory byly zabezpečeny pokročilým šifrovacím protokolem, tzv. koncovým šifrováním neboli End-to-end šifrováním, které data přenosu zašifrovalo u odesílatele a odšifrovalo až u příjemce, což podpořilo soukromí uživatelů a zamezilo přístup k hovorům třetím stranám včetně Googlu. 
Duo využívalo funkce WebRTC (web real-time communication) umožňující navázání přímého spojení mezi volajícími a předávání zvukových a obrazových dat v reálném čase bez nutnosti dalších pluginů. 
Google Duo zahrnovalo také funkci Knock Knock, díky které mohl volaný uživatel vidět živé video volajícího uživatele ještě předtím, než hovor přijal. Údajně šlo o snahu přidat videohovorům lidský prvek, avšak tato funkce se setkala spíše s nepochopením. Naštěstí pro uživatele Google Dua šla tato funkce vypnout. 
Další funkcí této aplikace bylo automatické přepínání sítě, které rozpoznalo, jaká síť je v dané chvíli rychlejší, a podle toho využívalo WiFi, nebo mobilní data, aniž by se hovor přerušil. Díky této funkci byly hovory stabilnější a uživatelsky přívětivější. 